# Sigismondo Malatesta
Sigismondo Pandolfo Malatesta (Brescia, 1417. – Rimini, 1468. október 9.) - Olasz hűbérúr, Rimini uralkodója.

## Élete
Sigismondo Pandolfo Malatesta, Pandolfo Malatesta három törvénytelen fiának egyike volt, aki Bresciában és Bergamóban uralkodott 1404-1421 körül. 1433-1463 között az itáliai háborúk időszakban Malatesta condottiereként (zsoldos kapitány) működött.
Rimini hűbéruraként, nagylelkű és művelt mecénása volt az íróknak és művészeknek. Megbízta az építész Leon Battista Alberti építészt Rimini legismertebb műemlékének a San Francesco (más néven a Tempio Malatestiano) építésével.
Malatesta mint mint zsoldoskapitány szerezte népszerűségét. II. Piusz pápa a legnagyobb ellenségei közé tartozott. Malatestára jellemző volt hevessége, türelmetlensége, ez volt az oka éveken át tartó viszálykodásának gyűlölt riválisával Federico di Montefeltroval is. Malatesta gyakorlatilag egyedül maradt akkor is amikor II Pius pápa kiközösítette és 1461-ben hatalmának megdöntését kérte. Az 1463-as békemegállapodáskor Malatesta elvesztette minden uradalmát, de Riminit haláláig megtarthatta.